# 阿尔杜伊诺山脊
阿尔杜伊诺山脊（Dorsum Arduino）是位于月球风暴洋与雨海交界处的一列皱岭，其中心月面坐标为，全长107公里，名称取自十八世纪被尊称为「意大利地质学之父」的乔瓦尼·阿尔杜伊诺，1976年该名称被国际天文联合会正式批准接受。